# Sin-gamil
Sin-gamil (akad. Sîn-gāmil, tłum. „Sin jest tym, który ratuje/ocala”) – władca mezopotamskiego miasta Uruk, panujący w XIX w. p.n.e., następca i syn Sin-iribama. Znane są trzy inskrypcje budowlane datowane na okres jego rządów.